# Agdistis detruncatum
Agdistis detruncatum is een vlinder uit de familie van de vedermotten (Pterophoridae). De wetenschappelijke naam van de soort is voor het eerst geldig gepubliceerd in 1995 door Zagulajev & Blumental.